# Школа пропагандистів РОА у Дабендорфі

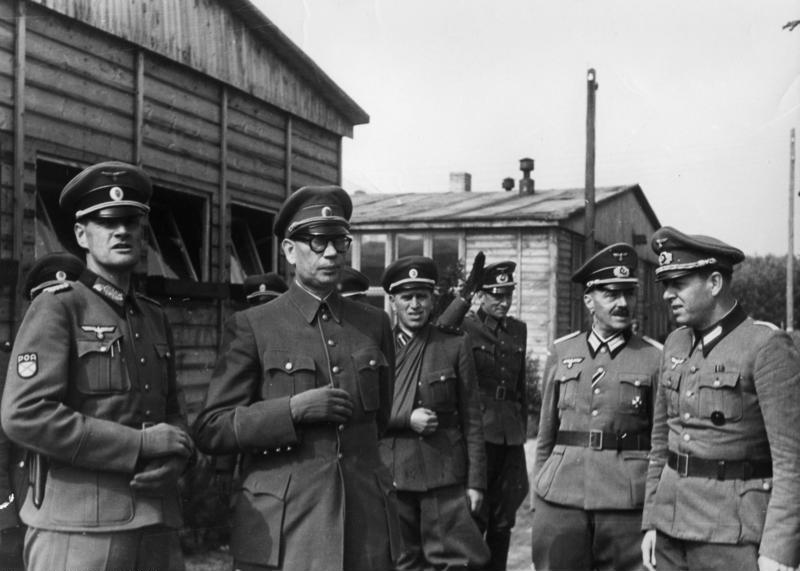
А.Власов у Дабендорфі. 1944

Школа пропагандистів РОА у Дабендорфі — один із пропагандистських осередків РОА в період Другої світової війни.

## Історія
У м. Дабендорфі під Берліном (нині - у складі міста Цоссен, земля Бранденбург) на основі пропагандистських осередків таборів Вустрау і Вуллгалде у лютому 1943 було створено Добровольчий Східній відділ пропаганди спеціального призначення (нім. Freiwilligen-Ost-Propaganda-Abteilung zur besonderen Verwendung), де мали готувати пропагандистів для РОА.
Комендантом школи був Вілфрід Штрік-Штрікфельдт — народжений за часів Російської імперії німець із Риги, близький співпрацівник генерала Андрія Власова. Тут перебував 21 німецький офіцер, 8 колишніх генералів СРСР, близько 60 офіцерів. Керував курсами генерал Іван Благовєщенський. Курсанти складали один батальйон із 5 рот. При штабах німецьких дивізій було організовано пропагандистські відділи у складі 1 офіцера, 4 старшин, 20 рядових. До листопада 1944 курси пройшло до 5.000 осіб. Тут були редакції газет «Заря», «Доброволец». Весною 1944 відкрито філію школи у Ризі під командуванням Володимира Позднякова.
У квітні 1943 у школі провели Першу антибільшовицьку конференцію військовополонених командирів і бійців Червоної армії, що вступили до лав Російського Визвольного Руху (рос. Первая антибольшевистская конференция военнопленных командиров и бойцов Красной армии, ставших в ряды Русского Освободительного Движения).
Евакуйована у лютому 1945, ліквідована у квітні 1945. 